# Mihail I di Valacchia
Mihail I di Valacchia (... – 1420) è stato voivoda (principe) di Valacchia dal 1418 al 1420. Figlio del grande voivoda Mircea I cel Bătrân, Mihail dovette fronteggiare il tentativo d'occupazione della Valacchia da parte dell'Impero ottomano. Morì nell'agosto del 1420 mentre respingeva l'ennesimo attacco del sultano Maometto I.

## Biografia
Data la scarsità di notizie al riguardo, Mihail (equivalente di "Michele") è ad oggi ritenuto l'unico figlio legittimo del principe Mircea I cel Bătrân; gli altri eredi di Mircea che sedettero sul trono valacco, Radu II Chelul o Vlad II Dracul, erano infatti figli illegittimi del voivoda.
Mihail venne affiancato al trono dal padre nel 1408 e gli succedette dieci anni dopo. Scomparso Mircea, il sultano Maometto I misconobbe la tregua sottoscritta con il potente voivoda e mosse guerra a suo figlio per annettere la Valacchia all'Impero ottomano. Mihail cadde durante l'ennesimo attacco turco, nell'agosto del 1420.
Mihail I di Valacchia aveva due eredi maschi, menzionati in un atto del giugno 1418: Radu e Mihail. I due ragazzi vennero con buona probabilità catturati dai turchi alla sconfitta del padre.